# Kolleg der Schulbrüder Illertissen
Das Kolleg der Schulbrüder Illertissen ist ein Gymnasium des Schulwerks der Diözese Augsburg in Illertissen im Landkreis Neu-Ulm (Bayern).

## Geschichte
Die Schulbrüder vom Orden des Heiligen Johannes von La Salle sind eine katholische Ordensgemeinschaft, die vornehmlich Laienbrüder aufnimmt. Als Neuerungen führten die Schulbrüder, abgekürzt FSC, lateinisch Fratres Scholarum Christianorum, in ihren Schulen den Unterricht in Klassen und als Unterrichtssprache Französisch statt Latein ein und verboten körperliche Strafen. Sie wurden von den Jansenisten angefeindet und erhielten erst am 28. September 1724 von Ludwig XV. die königliche und am 26. Januar 1725 durch Benedikt XIII. die päpstliche Approbation.
1925 begannen die Schulbrüder in Illertissen mit dem Unterricht an ihrer von 1923 bis 1925 erbauten Ordensschule. Die Nationalsozialisten nutzten das Schulgebäude und das Kloster ab 1936 als Schulungsheim für den Reichsarbeitsdienst (RAD). Im Februar 1945 wurde die aus Breslau nach Bad Altheide und von dort mit einem Lazarettzug nach Bayern evakuierte Univ.- Kinderklinik in den Räumen der RAD-Führerinnenschule untergebracht. Im Oktober 1945 wurden die Räume wieder für den Schulbetrieb freigegeben, die Kinderklinik zog weiter nach Bad Grönenbach. 
Nach dem Zweiten Weltkrieg wohnten bis zu 270 Schüler im Internat des Kollegs, das bis 1986 bestand. 1968 wurden die ersten weiblichen Schüler aufgenommen (Beginn der Koedukation). Seit dem 1. Januar 1990 befindet sich das Gymnasium in der Trägerschaft des „Schulwerks der Diözese Augsburg“.
Mit dem Wechsel der Schulleitung von Bruder Norbert Fleig an Manfred Schöpplein schied 2005 der letzte Schulbruder in Illertissen aus dem Kollegium aus. Die damals elf Schulbrüder und ein Spiritual lebten weiter im Kloster des Kollegs, bis 2011 die letzten vier Schulbrüder teils nach Laubegg in ein Seniorenheim sowie teils in die Zentrale des Schulbruderordens nach Wien zogen.

### Ausbildungsausrichtung
Das Gymnasium bietet zwei Ausrichtungen im Rahmen eines neunjährigen Gymnasiums an.
1. Sprachliches Gymnasium (SG)
2. Naturwissenschaftlich-technologisches Gymnasium (NTG)

### Grundsätze und Bildungsziel

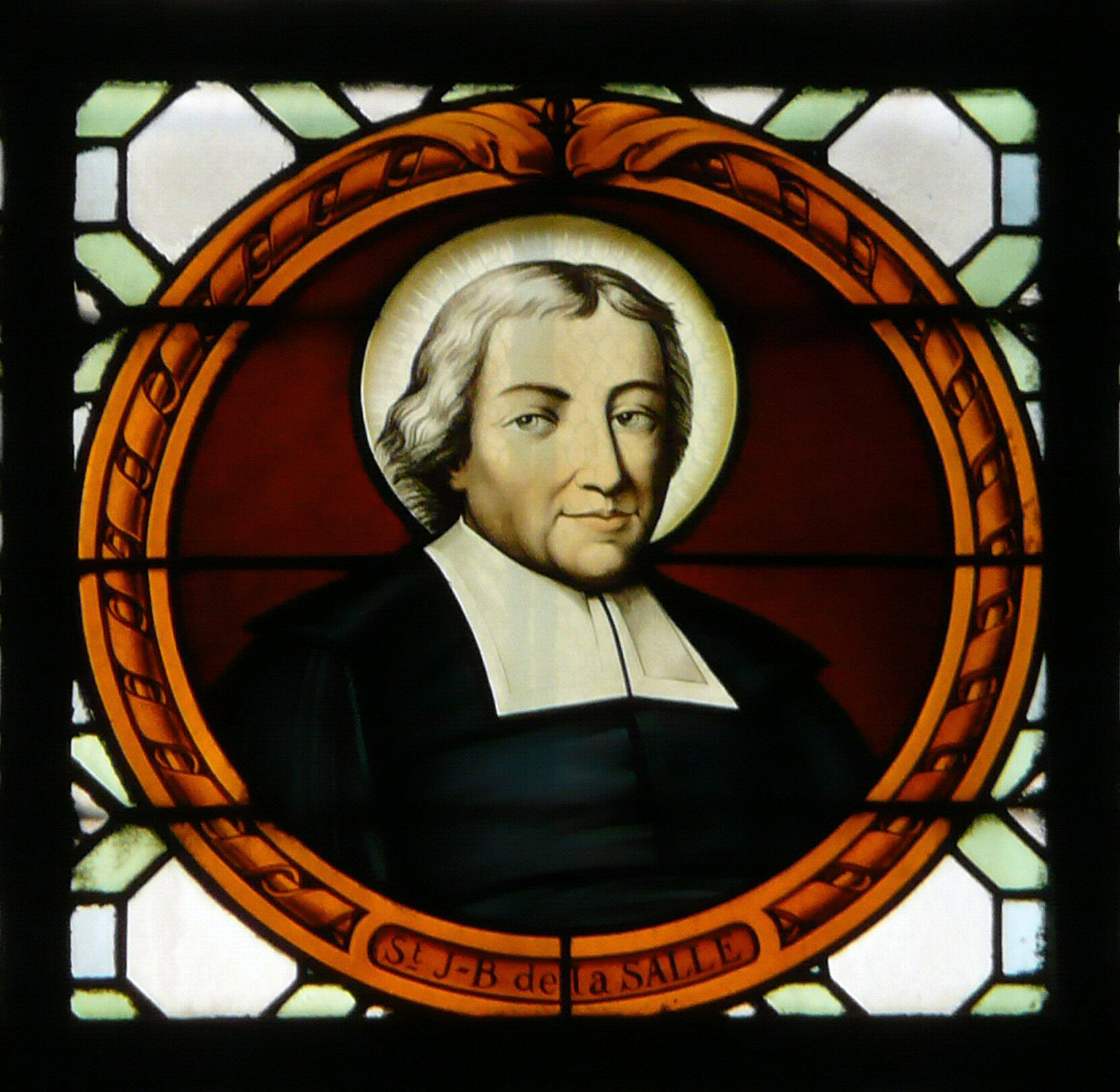
Jean-Baptiste de la Salle

Die katholische Schule versucht den Unterricht auf der Grundlage eines christlichen Menschen- und Weltbildes zu erteilen und den Schülern Anregungen zur Orientierung an christlichen Glaubens- und Wertvorstellungen zu geben.
Die Bildungsziele sind:
- Selbstkompetenz bzw. personale Kompetenz (Selbstständigkeit, Urteilsfähigkeit, Ausdauer, Leistungsbereitschaft, Eigeninitiative)
- Sozialkompetenz (Teamfähigkeit, Toleranz, die Fähigkeit zur Konfliktlösung und die Bereitschaft, für sich und andere Verantwortung zu übernehmen: soziales und intellektuelles Lernen sollen Hand in Hand gehen.)
- Ethische Kompetenz (indem Schüler nicht nur Werte kennenlernen, sondern auch das Werten lernen und so zu Urteilsfähigkeit gelangen und den Sinn des eigenen Handelns reflektieren)
- Fachliche Kompetenz (um auf Studium und Beruf vorbereitet zu sein).

Auf einer Gedenktafel am ersten Erweiterungsbau steht der Leitgedanke der Schule Pro deo, juventute et patria. Nicht zu verwechseln mit dem Kriegsorden des Ersten Weltkrieges Pro Deo et Patria.

### Aktivitäten
- Mittel- und Oberstufenchor
- Unterstufenchor
- Marionettentheater
- Roboterbau
- Chorkids
- Kammer Kolleg Orchester
- und weitere verschiedene Vokal- und Orchesterensembles

### Schulausschluss nach Kirchenaustritt erwogen
Überregionale Aufmerksamkeit erhielt das Gymnasium im April 2010, als nach dem Kirchenaustritt einer 17-Jährigen deren Schulausschluss angestrebt wurde. Der Schulleiter Manfred Schöpplein beantragte beim Schulträger den Verweis der Zehntklässlerin von der Schule, weil sie mit dem Austritt aus der katholischen Kirche den Schulvertrag verletzt habe. Die Schule nimmt auch konfessionslose Schüler auf, weil sie das einzige Gymnasium der oberschwäbischen Kleinstadt ist. Zum Fall der 17-Jährigen erklärte die Diözese Augsburg aber, es sei ein Unterschied, ob man von vornherein nicht dazugehöre oder sich bewusst abwende. Durch die Berichterstattung wurde bekannt, dass das kirchliche Gymnasium im Jahr 2009 Zuschüsse in Höhe von 940.000 Euro durch den Landkreis Neu-Ulm sowie Zuschüsse des Bayerischen Kultusministeriums in nicht genannter Höhe erhielt. Der Landrat des Landkreises Neu-Ulm, Erich Josef Geßner (CSU), und die örtliche Bundestagsabgeordnete der Grünen, Ekin Deligöz, forderten den Schulträger in öffentlichen Stellungnahmen auf, von einem Schulverweis abzusehen.
Am 5. Mai 2010 gab der Schulträger bekannt, dass die Schülerin weiter am Kolleg verbleiben könne, weil „das Vertrauensverhältnis gestört, aber nicht zerrüttet“ sei und das Schulverhältnis trotz des Austritts in „gedeihlicher Weise“ fortgesetzt werden könne.

## Auszeichnungen

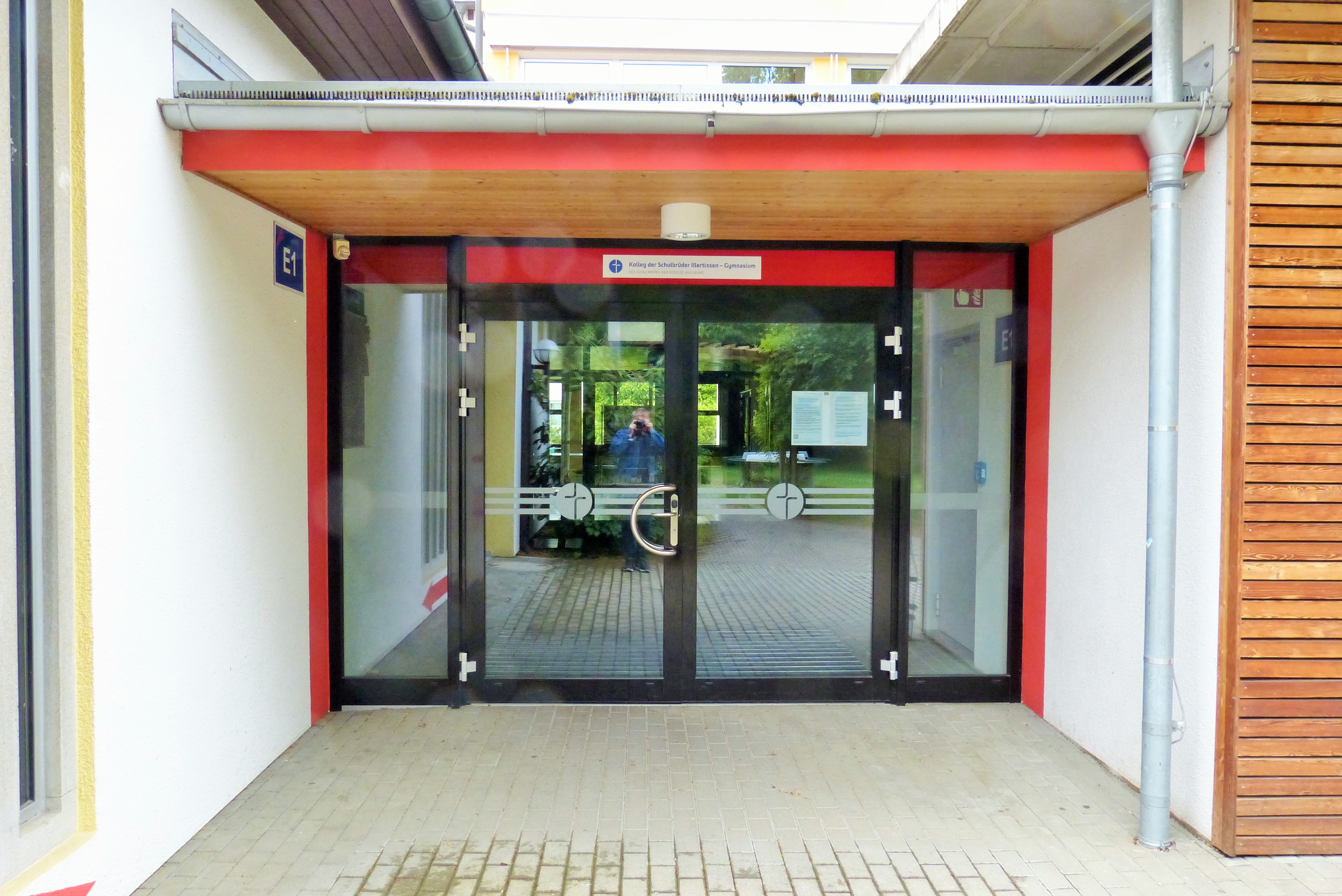
Eingang Kapelle und Aula, 2020

- Deutscher Lehrerpreis 2012 (Pater Christian, Franz Kögel und André Potrykus, Sonderpreis Kategorie Unterricht innovativ)[11]

## Ehemalige Schulleiter
- Gottlieb Zähringer, FSC (1945–1954, 1960–1982)[12][2]
- Konradin Zähringer, FSC (1954–1960)[12][2]
- Norbert Fleig, FSC (1982–2005)[2]
- Manfred Schöpplein (-2020)[13]

## Bekannte ehemalige Schüler
- Reiner Knizia (* 1957), Mathematiker
- Artur Mayerhofer (* 1960), Mediziner
- Verena Sailer (* 1985), Leichtathletik-Europameisterin